# Lee Powell
Pour les articles homonymes, voir Powell.
Lee Powell (né Lee Berrian Powell, Long Beach, Californie, 15 mai 1908 - Tinian, 30 juillet 1944) est un acteur américain connu pour avoir joué des rôles principaux dans plusieurs serials et westerns de série B. Il fut le premier acteur à interpréter The Lone Ranger en film. Durant la Seconde Guerre mondiale, il s'enrôle dans le Corps des Marines des États-Unis et participe aux combats sur plusieurs îles du Pacifique, où il meurt.

## Biographie
Lee Powell étudie à l'Université du Montana avec comme intérêts principaux les arts dramatiques, le football et les sports sur piste d'athlétisme. Après divers travaux, il tente sa chance à Hollywood.

### Carrière d'acteur
Après avoir joué son premier rôle, non crédité, dans Sous deux drapeaux (1936), Powell gagne la célébrité en jouant le rôle d'un suspect qui s'avère être le Lone Ranger et l'un des Fighting Devil Dogs dans des serials de 1938. Il est le premier acteur à interpréter le Lone Ranger dans un film. En 1939, une suite au serial Les Justiciers du Far-West est engagée. En raison du succès du personnage, Powell demande une augmentation de son salaire à Republic Pictures mais en l'absence d'accord commun, le studio offre le rôle à Robert Livingston qui reprend le rôle du Lone Ranger dans The Lone Ranger Rides Again.
En plus de jouer dans des films pour Republic Pictures, Powell apparaît également dans le serial d'Universal Pictures Flash Gordon Conquers the Universe, dans un western de la Grand National Pictures et dans six westerns de la série Frontier Marshals, dans lesquels chacun des trois protagonistes (les autres étant Bill "Cowboy Rambler" Boyd (en) et Art Davis (en)) joue un homme de loi portant leur propre nom pour Producers Releasing Corporation.
Entre deux films, Powell travaille aussi au cirque Barnett Brothers, reprenant son rôle du Lone Ranger, jusqu'à ce qu'un litige sur les droits d'auteur du personnage le pousse à modifier sa représentation puis à stopper à la suite d'un deuxième jugement,. Il y rencontre et épouse Norma Rogers, une écuyère de cirque qui monte à cru et fille du propriétaire du cirque.

### Carrière militaire
Powell s'engage dans le Corps des Marines le 17 août 1942, servant dans le 2e Bataillon du génie, le 18e Régiment des Marines de la 2e Division des Marines. Atteignant le grade de sergent, Powell se bat activement lors de la bataille de Tarawa et la bataille de Saipan.

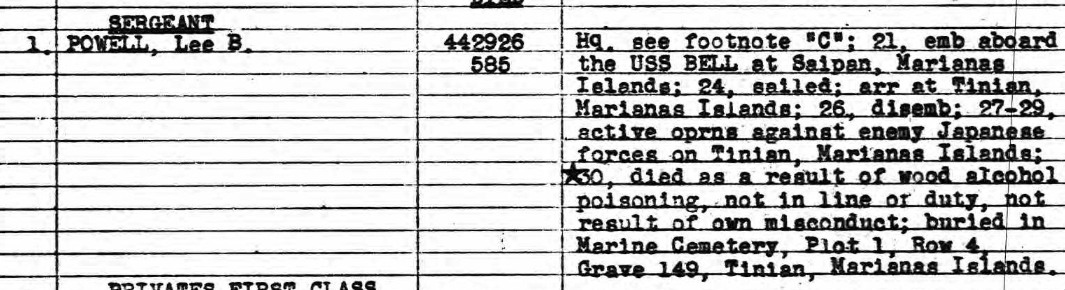
Extrait du Muster Roll du Bataillon du 18e Regiment des Marines indiquant la mort de Lee Powell, juillet 1944.

Il aurait été tué au combat, mais selon une source, il serait décédé des suites d'un empoisonnement à Tinian alors qu'il célébrait la victoire. Il aurait consommé un mélange d'alcool qui a également aveuglé temporairement un autre Marine. Selon une autre source, Fred Goerner, un correspondant de CBS qui réalisait des recherches pour son livre « The Search for Amelia Earhart » (1966), a eu une discussion avec un ancien Marine qui a participé aux batailles de Saipan et Tinian (juin/juillet 1944). Ce Marine a indiqué à Goerner que Lee Powell est mort après avoir bu du saké empoisonné. Le muster roll (en) mensuel de son unité, le 2d Bataillon du 18e des Marines, note que le 30 juillet 1944, Powell « décède des suites d'une intoxication à l'alcool, et non dans l'exercice de ses fonctions, ni par sa propre faute ».
Enterré initialement à Tinian, les restes de Powell ont été transférés au National Memorial Cemetery of the Pacific à Honolulu.

## Filmographie
- 1936 : Sous deux drapeaux (Under Two Flags) de Frank Lloyd : non crédité
- 1937 : Forlorn River (en) de Charles Barton
- 1937 : Le Dernier Gangster (The Last Gangster) de Edward Ludwig : non crédité
- 1938 : Les Justiciers du Far-West (The Lone Ranger) de William Witney et John English : Allen King (Lone Ranger)
- 1938 : The Fighting Devil Dogs (en) de William Witney et John English : Lieutenant Tom Grayson
- 1938 : Come On, Rangers (en) de Joseph Kane : Ranger Earp
- 1939 : Trigger Pals (en) de Sam Newfield : Stormy
- 1940 : Flash Gordon à la conquête de l'univers (Flash Gordon Conquers the Universe) de Ford Beebe et Ray Taylor : Capitaine Roka
- 1941 : The Lone Rider Rides On (en) de Sam Newfield : Curley Robbins
- 1941 : The Return of Daniel Boone (en) de Lambert Hillyer : Fuller, le collecteur de taxes
- 1942 : Texas Man Hunt de Sam Newfield : Marshal Lee Clark
- 1942 : Raiders of the West (en) de Sam Newfield : Marshal Lee Powell
- 1942 : I Was Framed (en) de D. Ross Lederman : non crédité
- 1942 : Rolling Down the Great Divide (en) de Sam Newfield : Marshal Lee Powell
- 1942 : Tumbleweed Trail (en) de Sam Newfield : Marshal Lee Powell
- 1942 : Secret Enemies (en) de Raymond L. Schrock : non crédité
- 1942 : Prairie Pals (en) de Sam Newfield : Marshal Lee Powell
- 1942 : Along the Sundown Trail (en) de Sam Newfield : Marshal Lee Powell
- 1944 : Les Aventures de Mark Twain (The Adventures of Mark Twain) de Irving Rapper : non crédité, un cowboy (dernier rôle)